# Ojasenjärvi
Ojasenjärvi är en sjö i Pajala kommun i Norrbotten och ingår i Torneälvens huvudavrinningsområde. Sjön har en area på 0,174 kvadratkilometer och ligger 230 meter över havet.

## Delavrinningsområde
Ojasenjärvi ingår i det delavrinningsområde (756119-182807) som SMHI kallar för Ovan VDRID = 756050-182803 i Muonioälvens vattend*. Medelhöjden är 248 meter över havet och ytan är 20,04 kvadratkilometer. Räknas de 269 avrinningsområdena uppströms in blir den ackumulerade arean 9 586,54 kvadratkilometer. Muonioälven (Njärrejåkkå) som avvattnar avrinningsområdet har biflödesordning 2, vilket innebär att vattnet flödar genom totalt 2 vattendrag innan det når havet efter 318 kilometer. Avrinningsområdet består mestadels av skog (42 procent) och öppen mark (30 procent). Avrinningsområdet har 1,29 kvadratkilometer vattenytor vilket ger det en sjöprocent på 6,4 procent. Bebyggelsen i området täcker en yta av 2,98 kvadratkilometer eller 15 procent av avrinningsområdet.